# Todas las azafatas van al cielo
Todas las azafatas van al cielo è un film del 2002 diretto da Daniel Burman.
La pellicola è di produzione argentino-spagnolo.